# Mark Killeen
Mark Killeen es un actor de cine y televisión británico.

## Carrera
Su primer papel importante fue en Rise of the Footsoldier. Interpreta el papel principal en dos comedias románticas de 2013: la película británica The Callback Queen y The Right Juice, filmada en el Algarve. Apareció en The Dark Knight Rises junto a Anne Hathaway e interpreta al comandante griego en 300: Rise of an Empire. En 2023 apareció en Indiana Jones y el dial del destino.
En televisión apareció en el episodio de Doctor Who "Matemos a Hitler", así como en dos episodios de Waking the Dead. Interpretó el papel de Mero en la serie de HBO Game of Thrones, en el episodio 8 de la temporada 3 "Los segundos hijos", junto a Emilia Clarke. También aparece como el padre de Ken en Street Fighter: Assassin's Fist.